# 连小卷蛾属
连小卷蛾属（学名：Nuntiella）是卷蛾科下的一个属。

## 下属物种
本属包括以下物种：
- 狭翅连小卷蛾 Nuntiella angustiptera [2]
- Nuntiella extenuata Kuznetzov, 1971
- 阔端连小卷蛾 Numiella laticuculla [2]